# Länna församling, Uppsala stift
Länna församling är en församling i Upplands södra kontrakt i Uppsala stift. Församlingen ligger i Norrtälje kommun i Stockholms län och ingår i Roslagens östra pastorat.

## Administrativ historik
Församlingen har medeltida ursprung. Före 1650 utbröts Blidö församling. 
Församlingen utgjorde fram till utbrytningen av Blidö församling ett eget pastorat för att därefter till 1962 vara moderförsamling i pastoratet Länna och Blidö. Från 1962 till 1977 moderförsamling i pastoratet Länna, Blidö, Riala och Roslags-Kulla. Från 1977 moderförsamling i pastoratet Länna, Blidö och Riala.  Från 2018 ingår församlingen i Roslagens östra pastorat.

## Kyrkor
- Länna kyrka
- Högmarsö kapell
- Länna Rosenlundskyrkan